# Rosellinia abscondita
Rosellinia abscondita är en svampart som beskrevs av Rehm 1889. Rosellinia abscondita ingår i släktet Rosellinia och familjen kolkärnsvampar.  Arten är reproducerande i Sverige. Inga underarter finns listade i Catalogue of Life.